# Samuel Takyi
Samuel Takyi (Acra, 23 de dezembro de 2000) é um boxeador ganês, medalhista olímpico.

## Carreira
Takyi começou a boxear aos oito anos e também praticava futebol, mas optou pelas luvas devido à popularidade do esporte em Ussher e Jamestown, onde morava. Ele conquistou a medalha de bronze nos Jogos Olímpicos de Verão de 2020 em Tóquio, após confronto na semifinal contra o estadunidense Duke Ragan na categoria peso pena.